# Picture-in-picture

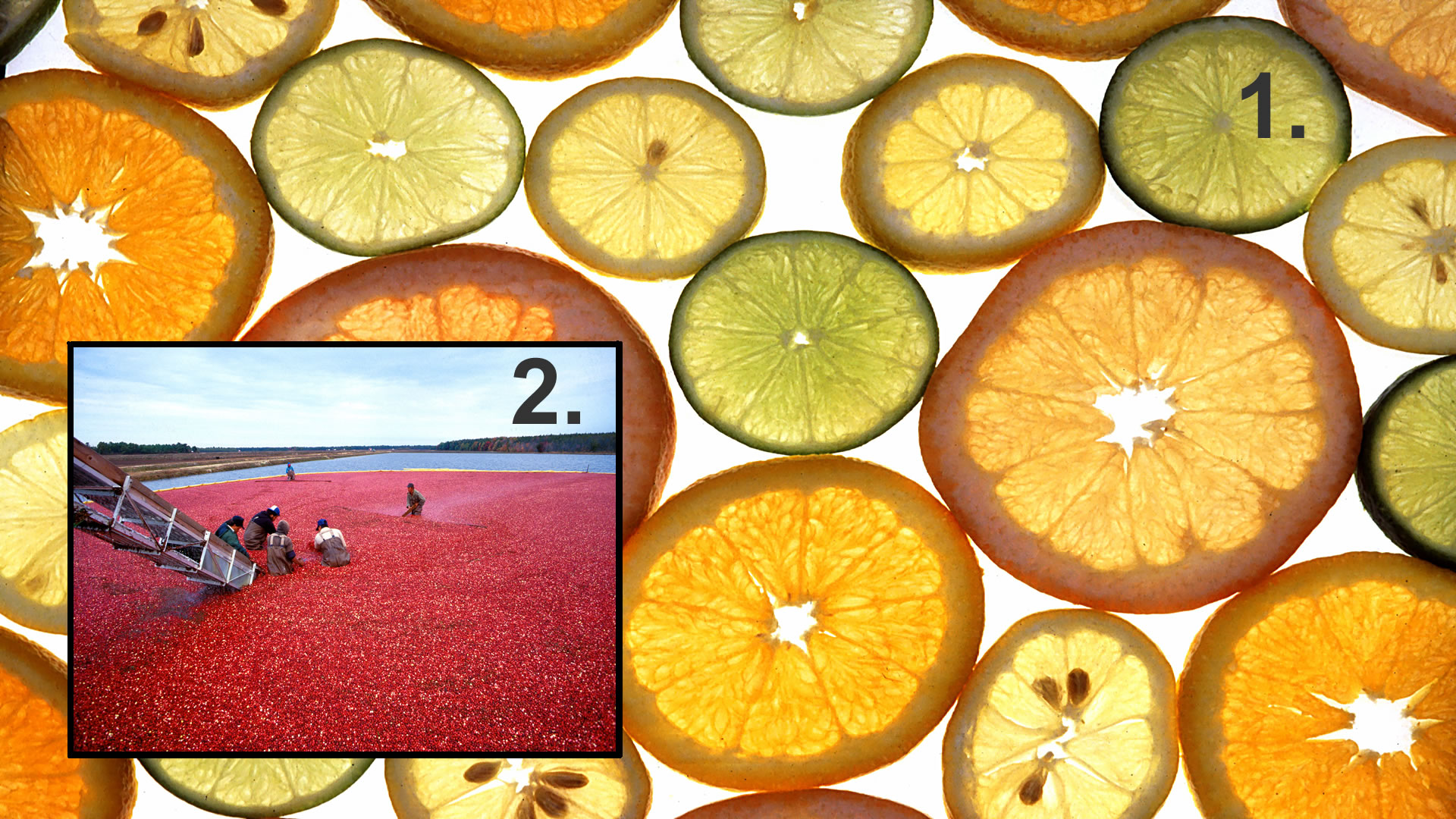
Exemplo de PIP: duas imagens sendo transmitidas simultaneamente

Picture in Picture (PiP ou PIP) é um recurso de receptores de televisão e outros dispositivos semelhantes, em que um programa (canal) é exibido ao mesmo tempo que um ou mais outros programas em pequenas janelas, na mesma tela. O som emitido pelo aparelho é geralmente o associado ao programa principal.
Uma implementação precoce do consumidor de multivision; não foi um sucesso comercial. Mais tarde, PiP tornou-se disponível como uma característica de receptores de televisão avançados.

## História
PiP estava disponível em produtos de consumo. O primeiro PiP foi visto na cobertura televisiva das Olimpíadas de Montreal de 1976, onde um dispositivo digital Quantel digital foi usado para inserir uma imagem de close-up da chama olímpica durante a cerimônia de abertura.Em 1980, a NEC introduziu a sua televisão "Popvision" (CV-20T74P)  no Japão com uma imagem rudimentar - "lado a lado" - característica de imagem: uma separação 6 "(15cm) CRT e sintonizador complementaram a tela principal de 20" (50cm) do conjunto. Foi caro: o ¥ 298,000 MSRP foi igual a cerca de US $ 1.200 (em US $ 1 = ¥ 250 ) e US $ 1.200 em 1980 tinham o poder de compra aproximado de US $ 3.000 em 2007
A primeira implementação generalizada do consumidor de imagem em tela foi produzida pela Philips em 1983 em seus aparelhos de televisão high-end. Um vídeo separado ou entrada de RF está disponível na parte de trás do conjunto e exibido em preto e branco em um dos quatro cantos da tela. As televisões no momento ainda eram formato analógico, e as versões anteriores do PiP em análogo eram muito dispendiosas. A nova tecnologia digital permite que o segundo sinal de vídeo seja digitalizado e salvo em um chip de memória digital, em seguida, reproduzido em uma mini versão. Embora a nova tecnologia não fosse boa o suficiente para visualização em cores ou em tela cheia, isso proporcionou um recurso PiP de baixo custo.

As especificações Blu-ray Disc e HD DVD incluem imagem na imagem, visualizadores para ver, o comentário do diretor sobre um filme que estão assistindo. Todos os títulos de discos Blu-ray em 2006 e 2007 tiveram uma trilha PiP separada usando duas codificações HD separadas, incluindo uma das codificações HD, incluindo uma pista PiP codificada. A partir de 2008, os títulos de discos Blu-ray começarão a reproduzir uma faixa de vídeo HD e uma SD que pode ser combinada com um  Bonus View ou o jogador BD-Live. Este método usa menos espaço em disco permitindo que PiP seja adicionado mais facilmente a um título. Vários estúdios lançaram títulos do Bonus View PiP Blu-ray Disc em 2008, como Aliens vs. Predator: Requiem, Resident Evil: Extinction, V de Vingança (filme), e War.